# Haegen
Haegen es una pequeña localidad y  comuna francesa situada en el departamento de Bajo Rin, en la región de Alsacia; limita al nordeste con Saverne y Gottenhouse, al sureste con Thal-Marmoutier y Reinhardsmunster, y al oeste con Hultehouse.

## Lugares de interés
- Castillo de Grand-Geroldseck, del siglo XII.
- Castillo de Petit-Geroldseck, del siglo XIII

## Demografía
| 511 | 502 | 512 | 511 | 569 | 627 |
| Para los censos de 1962 a 1999 la población legal corresponde a la población sin duplicidades (Fuente: INSEE [Consultar]) |     |     |     |     |     |